# Isla Davidof
La isla Davidof es una isla perteneciente al archipiélago de las islas Rata, en el grupo de las islas Aleutianas, en Alaska, EE. UU. La isla se encuentra localizada entre Khvostof y Amchitka.

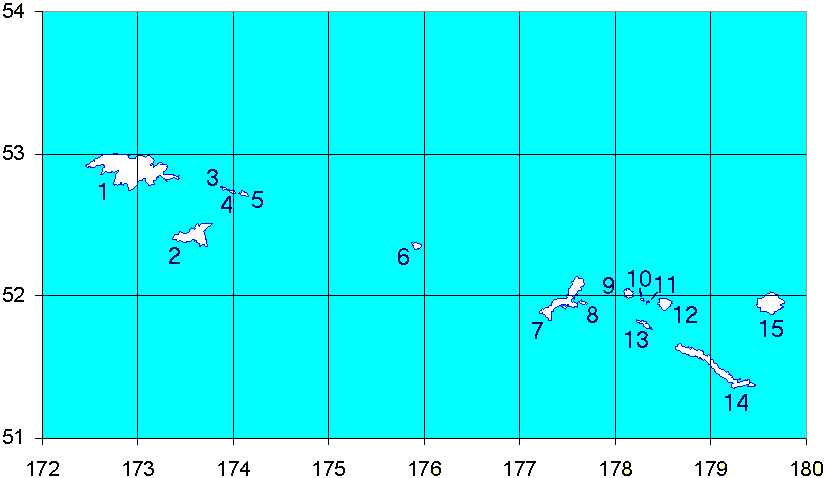
La número 11 es la isla Davidof.

La isla de Davidof tiene una forma irregular con una longitud norte-sur de 3,2 km y un ancho máximo de 1,1 km. El punto más alto en la parte sur tiene 327 m y la cumbre en la parte norte tiene 281 m de altura. Las rocas de la parte norte de la isla están alteradas hidrotermalmente. El punto E que sobresale de la isla está marcado por una prominente cima en forma de cono de color grisáceo tostado.
Se cree que la isla de Davidof forma parte de un complejo circular de remanentes insulares de un antiguo volcán de doble cono que fue destruido en una catastrófica erupción a finales del período Terciario - Davidof, y sus compañeras más pequeñas, las islas Lopy y Pirámide, son remanentes del antiguo borde de la caldera, mientras que la isla de Khvostof es un remanente de la porción occidental del cono. La isla de Davidof tiene costas rocosas escarpadas que se elevan a una meseta interior hasta una elevación máxima de 328 m). Gran parte de su costa comprende laderas empinadas o playas de canto rodado y guijarros, mientras que la costa de la bahía del cráter, en el suroeste, contiene playas de arena.
La isla de Davidof mantiene una importante colonia de frailecillos de penacho y frailecillos con cuernos. 